# Michał Andrzej Olszewski
Michał Andrzej Olszewski (ur. 14 lipca 1977 w Bydgoszczy) – polski samorządowiec i polityk związany z warszawskim samorządem. W latach 2011–2024 wiceprezydent Warszawy.

## Życiorys
Ukończył studia na Wydziale Dziennikarstwa i Nauk Politycznych Uniwersytetu Warszawskiego.
W 1997 rozpoczął pracę w Urzędzie Komitetu Integracji Europejskiej. Po wstąpieniu Polski do Unii Europejskiej w 2004 przeszedł do Ministerstwa Gospodarki i Pracy, a następnie do Ministerstwa Rozwoju Regionalnego, gdzie odpowiadał m.in. za wzmacnianie zdolności absorpcyjnych samorządów terytorialnych w pierwszych programach finansowanych ze środków funduszy strukturalnych i Funduszu Spójności. Doszedł do stanowiska zastępcy dyrektora departamentu.
W 2007 został zatrudniony w Urzędzie m.st. Warszawy; pełnił między innymi funkcje dyrektora Biura Funduszy Europejskich i dyrektora Biura Obsługi Inwestora. W latach 2007–2015 przewodniczył Komisji Polityki Europejskiej i Współpracy Zagranicznej Związku Miast Polskich, a od 2012 współprzewodniczący Zespołu ds. Funkcjonalnych Obszarów Miejskich i Metropolitarnych Komisji Wspólnej Rządu i Samorządu. Od 2012 przewodniczy Komitetowi Sterującemu Zintegrowanych Inwestycji Terytorialnych Metropolii Warszawskiej. W 2018 wybrany na Prezesa Stowarzyszenia Metropolia Warszawa.
13 października 2011 objął stanowisko zastępcy prezydenta Warszawy. Pozostawał na nim także po wyborach w 2014 i 2018. Jako wiceprezydent odpowiadał za nadzór nad planowaniem strategicznym, planowaniem przestrzennym, architekturą, realizacją budżetu inwestycyjnego i pozyskiwaniem funduszy europejskich, polityką w zakresie rozwoju gospodarczego, turystyką, rynkiem pracy, wydawaniem zezwoleń w zakresie działalności gospodarczej, działaniami z zakresu rewitalizacji, gospodarki odpadami, geodezji i katastru. Od 2021 był członkiem rady nadzorczej Pałac Saski Sp. z o.o. (spółki odpowiedzialnej za odbudowę Pałacu Saskiego) reprezentujący Prezydenta m.st. Warszawy. Wchodził także w skład rady nadzorczej TBS Warszawa Południe.
W maju 2024 zakończył pełnienie funkcji wiceprezydenta Warszawy. Dnia 25 czerwca tego samego roku objął stanowisko członka zarządu PGNiG Termika, przedsiębiorstwa zarządzającego elektrociepłowniami regionu warszawskiego.
Znakiem rozpoznawczym Olszewskiego są szaliki, z zamiłowania do których jest znany.

## Odznaczenia i wyróżnienia
- 2005 – plakieta „Samorząd w służbie społeczeństwu” Związku Miast Polskich, Unii Metropolii Polskich, Związku Powiatów Polskich, Unii Miasteczek Polskich, Związku Gmin Wiejskich RP za zaangażowanie na rzecz działań ułatwiających polskim samorządom korzystanie z nowej szansy na budowanie lokalnego rozwoju
- 2015 – Złoty Krzyż Zasługi Prezydenta RP za zasługi w pracy samorządowej, za działalność na rzecz społeczności lokalnej[15]
- 2015 – Odznaka Honorowa za Zasługi dla Samorządu Terytorialnego Ministra Administracji i Cyfryzacji